# Tomba a pozzetto
La tomba a pozzetto è un tipo di tomba scavata nella roccia, costituita di un pozzetto circolare.
Nella Sicilia preistorica, attraverso il pozzetto si accedeva ad una camera sepolcrale a pianta semicircolare, generalmente occlusa tramite una grossa lastra. Le tombe erano generalmente destinate ad accogliere inumazioni plurime, spesso con vasi ed ornamenti a corredo, e solo di rado ospitavano un solo defunto.
Tombe a pozzetto a incinerazione si trovano anche nelle necropoli protostoriche.